# وارغة بهنة
وارغة بهنه (بالفارسية: وارگه پهنه) هي قرية تقع في قسم بيشكوة موغوئي الريفي في إيران. يقدر عدد سكانها بـ 21 نسمة بحسب إحصاء 2016.